# 宮崎県道449号福島港線
宮崎県道449号福島港線（みやざきけんどう449ごう ふくしまこうせん）は、宮崎県串間市を通る一般県道である。

## 概要

### 路線データ
- 起点：串間市大字南方（宮崎県道454号都井西方線交点）
- 終点：串間市大字西方（今町交差点、国道220号交点）

## 歴史
- 1959年（昭和34年）6月1日 - 宮崎県告示第226号[1]により路線認定される。当時の整理番号は76。
- 1988年（昭和63年）2月 - 福島大橋が開通[2]。

## 地理

### 通過する自治体
- 串間市

### 交差する道路
| 交差する道路             | 交差する場所 | 交差する場所      |
| ------------------------ | ------------ | ----------------- |
| 宮崎県道454号都井西方線  | 大字南方     | 起点              |
| 国道220号 国道448号 重複 | 大字西方     | 今町交差点 / 終点 |

### 沿線
- 串間市立金谷小学校